# Nibal Thawabteh
Nibal Thawabteh (en arabe : نبال ثوابتة) est une militante sociale palestinienne qui agit pour les droits des femmes. 
En 2008, Nibal Thawabteh obtient du département d'État des États-Unis, le Prix international de la femme de courage.
En 2015, elle est la directrice du centre de développement des médias de l'université de Beir Zeit qui traite la politique des médias nationaux de la Palestine.

## Sources
- (en) Cet article est partiellement ou en totalité issu de l’article de Wikipédia en anglais intitulé « Nibal Thawabteh » (voir la liste des auteurs).